# Democraten.Nu

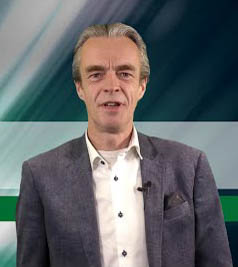
Fractievoorzitter Fred Gerritsen, 2022

Democraten.Nu is een lokale politieke partij in de gemeente Almelo. De partij is een afsplitsing van D66 en wordt geleid door Fred Gerritsen.

## Geschiedenis
Bij de gemeenteraadsverkiezingen in 2014 groeide D66 van 3 naar 4 zetels, zodat de partij in het nieuwe college een wethouder mocht leveren in de persoon van Claudio Bruggink. Het door Bruggink gevoerde beleid was echter niet wat Gerritsen en zijn partijgenoot Huub Isendoorn voor ogen hadden gehad, waarop zij in november 2015 braken met D66. In mei 2016 richtten zij uit onvrede over de achterliggende periode de nieuwe partij Democraten.Nu op.
Bij de verkiezingen van maart 2018 kwam de partij met één zetel in de gemeenteraad. Een jaar later maakte Gerritsen bekend dat hij namens Forum voor Democratie wilde gaan deelnemen aan de volgende verkiezingen in 2022. Uiteindelijk kwam dat er niet van. In juni 2020 stapte CDA-raadslid Marcel Zielman over naar Democraten.Nu. Raadsvolger Richard van den Bovenkamp van Democraten.Nu stond in 2021 op de kieslijst van Code Oranje voor de Tweede Kamerverkiezingen 2021. Van den Bovenkamp is verantwoordelijk voor de social media van Democraten.Nu.
Bij de verkiezingen van maart 2022 behield de partij één zetel. Op 13 mei 2024 sloot Herman Zwerink zich aan bij de fractie van Democraten.Nu. Hij was tot een maand daarvoor deel van de PvdA-fractie, maar splitste zich af.

## Verkiezingsuitslagen
De partij heeft bij verschillende verkiezingen de volgende resultaten behaald:
| Jaar | Stemmen | %    | Zetels |
| ---- | ------- | ---- | ------ |
| 2018 | 862     | 3,0% | 1 / 35 |
| 2022 | 691     | 2,7% | 1 / 35 |